# Dallingeweer (waterschap)
Dallingeweer is een voormalig waterschap in de Nederlandse provincie Groningen.
Het schap dat bij Dallingeweer lag, werd ingesteld met als taak de bemaling van de gronden. Het heeft nog geen acht jaar bestaan, toen het opging in Oldambt.
Waterstaatkundig gezien ligt het gebied sinds 2000 binnen dat van het waterschap Hunze en Aa's.